# جون بلير (مؤرخ)
جون بلير (بالإنجليزية: John Blair)‏ هو عالم آثار ومؤرخ بريطاني، ولد في 4 مارس 1955 في ووكينغ في المملكة المتحدة.